# Kisjakabfalva
Kisjakabfalva (kroatisch Jakobovo) ist eine ungarische Gemeinde im Kreis Siklós im Komitat Baranya.

## Geografische Lage
Kisjakabfalva liegt gut drei Kilometer nördlich der Stadt Villány.  Nachbargemeinden sind Ivánbattyán, Kisbudmér und Villánykövesd.

## Sehenswürdigkeiten
- Marienbild aus Zsolnay Porzellan (Zsolnay porcelánból készült Mária kép)
- Römisch-katholische Kirche Szent Péter és Pál apostol, erbaut 1835
- Weltkriegsdenkmal (Világháborús emlékmű)

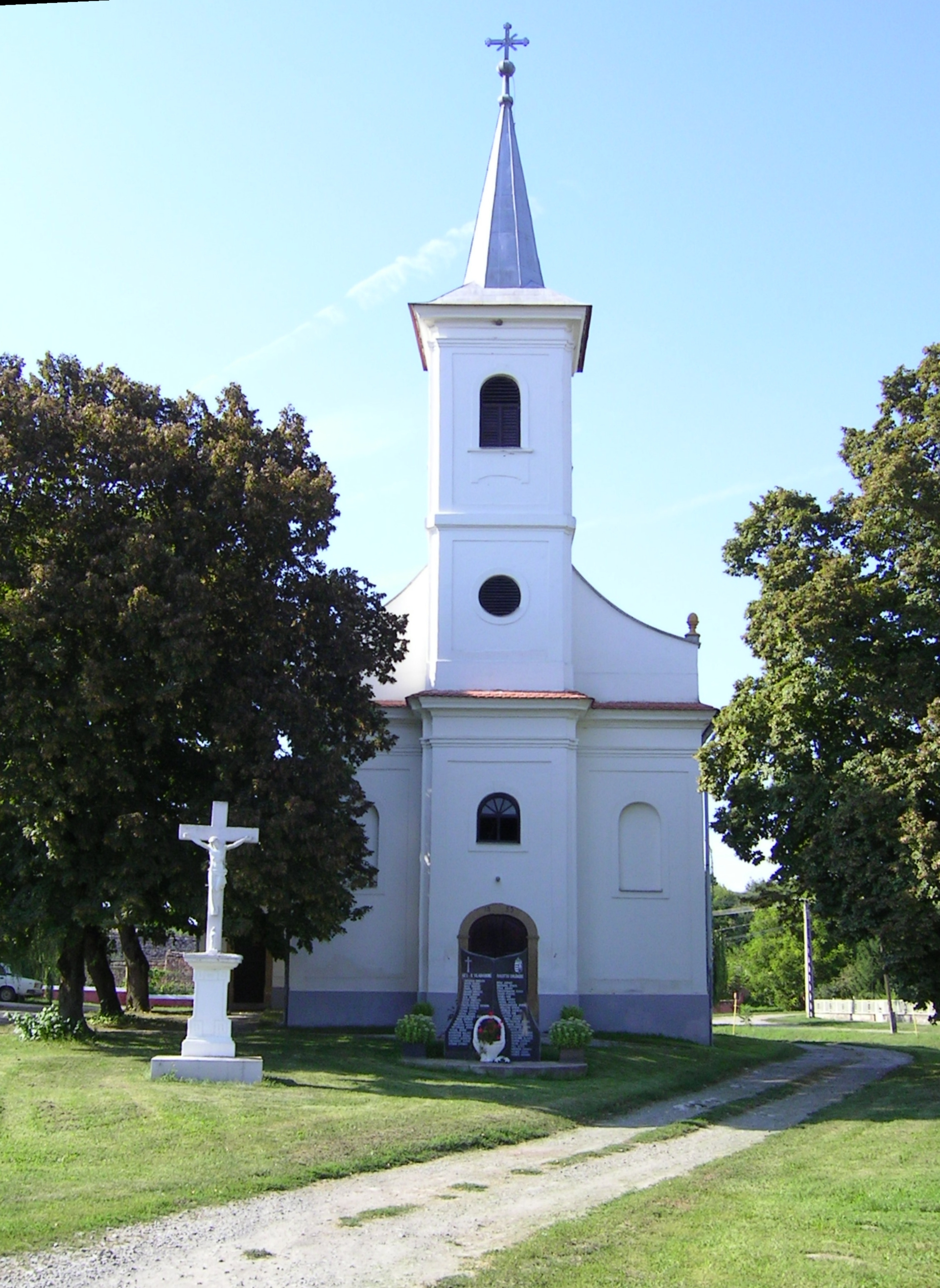
Römisch-katholische Kirche Szent Péter és Pál apostol

## Söhne und Töchter der Gemeinde
- József György Bock (* 1948), Winzer

## Verkehr
Kisjakabfalva ist nur über die Nebenstraße Nr. 57132 zu erreichen. Der nächstgelegene Bahnhof befindet sich südlich in Villány.